# Kontrabas
Kontrabassen er det største og dybest klingende instrument i strygerfamilien. Kontrabassen kan spilles stående eller siddende på en høj taburet. Udover brugen som "bunden" i et symfoniorkester er musikinstrumentet kendt fra jazzmusikken. I Danmark har bassister som Hugo Rasmussen og Niels-Henning Ørsted Pedersen været meget tydelige i mediebilledet. NHØP var en internationalt kendt jazzvirtuos. 
Instrumentet kan spilles med bue (arco), eller strengene kan plukkes med fingrene (pizzicato). To forskellige typer buer anvendes: fransk eller tysk. Fransk bue benytter samme type greb som ved de andre strygere, mens tysk bue giver et fastere greb. Tysk bue er kortere. Ved pizzicato bruges pege- og langefingeren til at plukke strengene. Jazzbassister har udviklet denne teknik, således at flere fingre alternerer for at kunne spille hurtigere. Helt tilbage fra den tidligste jazz udvikledes "slapping", som er en teknik, hvor der slås (slap) på strengen, således at den rammer gribebrættet og giver en kraftig klik lyd sammen med eller efter tonen. Denne teknik er stadig populær når kontrabassen skal skabe et kraftigt rytmisk drive; som i Rock-a-billy. 
Strengene på kontrabassen er som oftest stemt E – A – D – G (dybt til højt). Der forekommer også solo-stemning som er en tone lysere(Fis – H – E – A), samt fem-strengede instrumenter eller forlængning af E-strengen således at den kan gå helt ned til det dybe C. Strengene var af tarm, men i dag er det mest almindeligt med stål. Stålstrenge er ikke så varme/fugtpåvirkelige og går derfor ikke så let ud af stemning. Til gengæld har de en hårdere klang. Der eksperimenteres med forskellige andre materialer for at kombinere de bedste egenskaber.
Kontrabassen regnes ofte for at være i violinens familie og nævnes i selskab med violin, bratsch og cello, men den er udviklet fra en anden instrumentfamilie; Gamben. Det ses både af dens udformning og intervallerne mellem strengene, der i stedet for resten af violinfamiliens kvinter er kvarter.

## Historie
Kontrabassens oprindelse kan spores tilbage til 1500-tallet hvor den var en del af diverse bas violiner. Kontrabassen har været meget genkendelig i forhold til lignende instrumenter i det at dens hals er kort, med en bred krop.

## Ekstern henvisning
- Dansk Basselskab Arkiveret 17. december 2014 hos  Wayback Machine
- Eksempel på opsætning af kontrabas til rockabilly spil Arkiveret 13. februar 2009 hos  Wayback Machine